# Criomorphus albomarginatus
Criomorphus albomarginatus är en insektsart som beskrevs av Curtis 1833. Criomorphus albomarginatus ingår i släktet Criomorphus och familjen sporrstritar. Arten är reproducerande i Sverige. Inga underarter finns listade i Catalogue of Life.